# Marcus Slaughter
Marcus Anthony Slaughter (* 18. März 1985 in San Leandro, Kalifornien) ist ein US-amerikanischer Basketballspieler. Nach dem Studium in seinem heimatlichen US-Bundesstaat spielte Slaughter als Profi in Europa, insbesondere in Frankreich, Deutschland, Spanien und der Türkei. In Deutschland gewann Slaughter mit den Brose Baskets 2012 das Double und holte in Spanien mit Real Madrid 2015 sogar eine Triple Crown sowie eine weitere Meisterschaft und einen weiteren Pokalsieg.

## Laufbahn
Während seines Studiums an der San Diego State University spielte Slaughter für die Aztecs genannte Hochschulmannschaft in der NCAA Division I. Der athletische und sprungstarke Forward spielte nur drei Jahre für die Aztecs, platzierte sich in dieser aber unter den zehn besten Reboundern in der Geschichte der Hochschulmannschaft. Beim Gewinn der Meisterschaft der Mountain West Conference 2006 wurde er zum Most Valuable Player des Finalturniers gewählt. In der folgenden landesweiten Endrunde verlor man in der ersten Runde gegen die Hoosiers der Indiana University. Nach der Conference-Meisterschaft verzichtete Slaughter auf eine weitere Collegespielzeit und meldete sich zur NBA Draft an, wo er aber von keinem Profiklub der NBA ausgewählt wurde. Im Sommer 2006 nahm er zudem an der NBA Summer League im Trikot der Los Angeles Lakers teil, was aber auch keinen Saisonvertrag in der NBA einbrachte.
Anschließend wechselte Slaughter als Profi nach Europa und spielte in Izmir für Pınar Karşıyaka in der TBL. Dort konnte der Profineuling mit guten Statistiken in Form eines Double-double im Schnitt bei Punkten und Rebounds auf sich aufmerksam machen. Im Juli 2007 unterschrieb er einen längerfristigen Vertrag beim NBA-Klub Miami Heat, der jedoch einen Tag vor Saisonbeginn wieder aufgelöst wurde. Slaughter ging daraufhin nach Israel und spielte für Hapoel Jerusalem in der Ligat ha’Al. Bei Hapoel wurde er im Dezember 2007 bereits wieder entlassen, im Januar 2008 unterschrieb er einen Vertrag bei BCM Gravelines im französischen Dünkirchen und half dort mit, den Klassenerhalt in der LNB Pro A zu sichern. 
Zur Saison 2008/09 wechselte er in die deutsche Basketball-Bundesliga zu den Eisbären Bremerhaven. Der vormalige Teilnehmer an den Play-offs um die Deutsche Meisterschaft geriet in jener Spielzeit sportlich ins Straucheln und fand sich beinahe durchweg am Tabellenende wieder. Slaughter selbst machte neben seiner athletisch spektakulären Spielweise vor allem dadurch Schlagzeilen, dass sich der Verein wegen angeblich unprofessionellen Verhaltens bereits im November 2008 wieder von dem Spieler trennte. Die Gerüchte um den vermeintlichen Anlass für die vorzeitige Trennung (er soll kurz vor einem Spiel eine Currywurst verspeist haben) fanden selbst international Beachtung.
Slaughter kehrte in die französische Pro A zurück und spielte in Le Havre für Saint Thomas Basket, das mit seiner Hilfe ebenfalls knapp den Klassenerhalt sicherte. Mit nicht ganz zehn Rebounds pro Spiel führte er die LNB Pro A in jener Spielzeit in dieser Wertung an. Für die darauffolgende Saison unterschrieb einen Vertrag beim französischen Meister von 2008 SLUC Basket aus Nancy. In den Play-offs 2010 schied man jedoch bereits in der ersten Runde aus. 

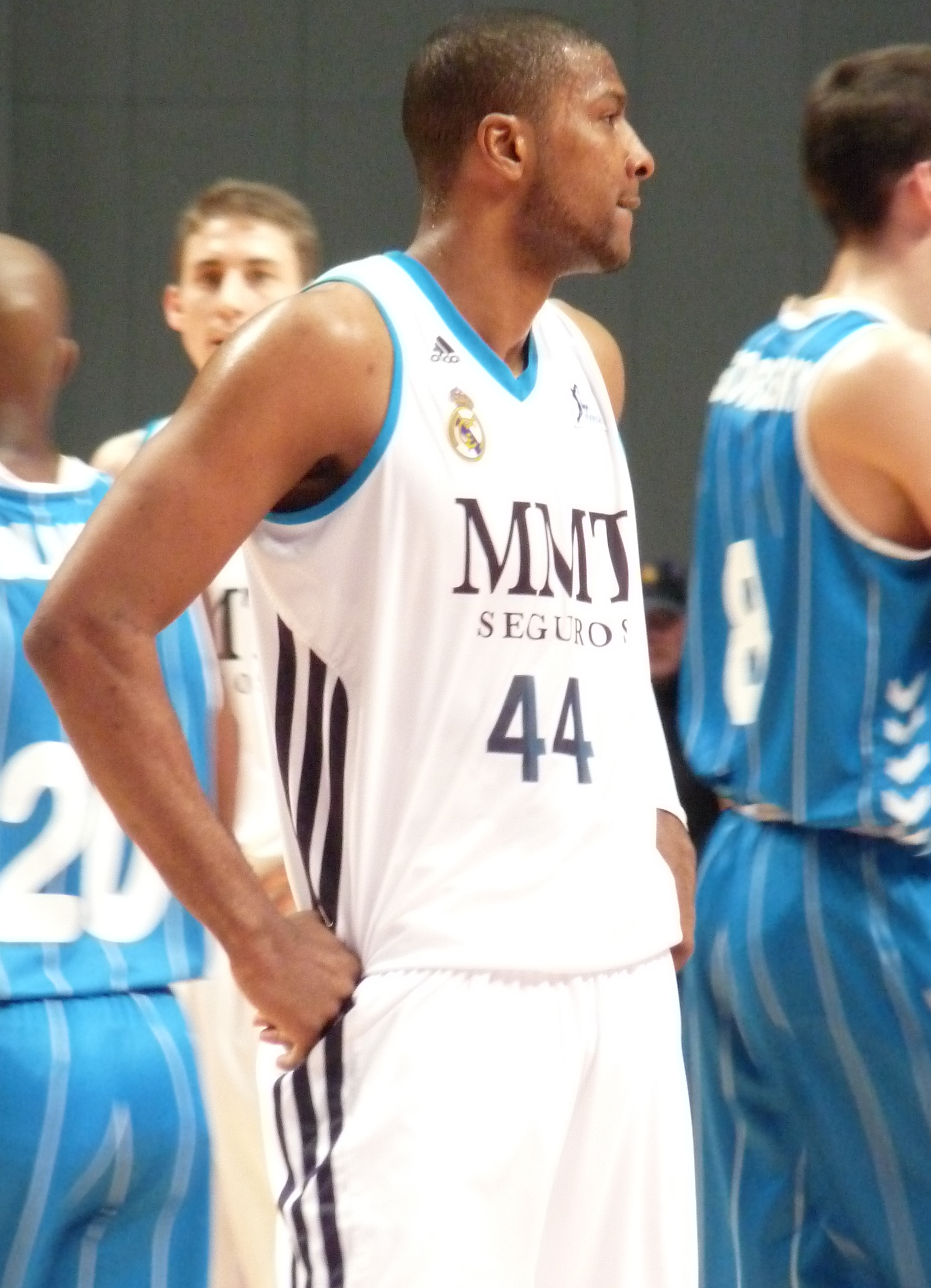
Slaughter 2013 im Trikot von Real

2010 wechselte Slaughter in die spanische Liga ACB zu Blancos de Rueda aus Valladolid. Mit der Mannschaft verpasste er knapp die Play-offs um die spanische Meisterschaft. Er war in der Saison 2010/11 der Spieler mit den meisten Dunks pro Spiel in der von der Liga ACB geführten Statistik. Zur Saison 2011/12 kehrte er in die deutsche Bundesliga zum Titelverteidiger Brose Baskets zurück, wo er unter anderem den Abgang des MVPs der vorhergehenden Finalserie Kyle Hines, der zu Olympiakos Piräus wechselte, kompensieren sollte.
Nach dem erneuten Doublegewinn mit den Bambergern wechselte er nach Spanien zurück, wo er in der Saison 2012/13 den Vizemeister Real Madrid verstärkte. Beim spanischen Rekordmeister begann er die Saison 2012/13 mit dem Gewinn des spanischen Supercups, zudem erreichte er mit Real Madrid das Endspiel der EuroLeague und beendete die Saison mit einem knappen Titelerfolg in fünf Spielen der Finalserie über Titelverteidiger FC Barcelona. In der Saison darauf sicherte sich Real die Copa del Rey de Baloncesto, verlor etwas überraschend aber erneut das Finale der EuroLeague nach Verlängerung gegen Maccabi Tel Aviv, bevor man schließlich auch den spanischen Meistertitel wieder an den FC Barcelona verlor, den man im EuroLeague-Halbfinale noch deklassiert hatte. In der Saison 2014/15 gelang Slaughter mit den Madrilenen schließlich der dreifache Erfolg, als man sowohl spanischen Pokalwettbewerb, die EuroLeague 2014/15 und mit der spanischen Meisterschaft alle wichtigen Wettbewerbe gewann, was auch als Triple Crown bezeichnet wird.
Zur Saison 2015/16 wechselte Slaughter in die Türkei, wo er seine professionelle Karriere begonnen hatte und spielte in Istanbul für Darüşşafaka SK Doğuş, der nach erhöhten Sponsorenzuweisungen ein Jahr zuvor in die höchste türkische Spielklasse zurückgekehrt war und zu jener Saison eine Wildcard für die EuroLeague 2015/16 erhielt. Hier zog man auf Anhieb in die zweite Gruppenphase der 16 besten Mannschaften ein, in der man jedoch hinter den Lokalrivalen Fenerbahçe und Anadolu Efes nur den sechsten Platz erreichte und sich nicht für die Play-offs dieses Wettbewerbs qualifizierte. Als Hauptrundenvierter der türkischen Meisterschaft blieb man in der Play-off-Halbfinalserie gegen den Hauptrundenersten Anadolu Efes sieglos und benötigte eine weitere Wildcard für die Teilnahme an der EuroLeague 2016/17.
Im Sommer 2017 wurde der US-Amerikaner von Virtus Bologna unter Vertrag genommen. Die Mannschaft war zuvor in die höchste Spielklasse, die Serie A, aufgestiegen. Für Bologna erreichte er im Spieljahr 2017/18 in der Serie A Mittelwerte von 9 Punkten sowie 7 Rebounds je Begegnung, er wechselte hernach in die Türkei zu Bahçeşehir Koleji SK. Mit AEK Athen trat er nicht nur in der griechischen Liga, sondern auch in der Champions League an. In Griechenland gewann er mit AEK 2020 den Pokalwettbewerb. 2021 endete seine Zeit bei der griechischen Mannschaft. Der US-Amerikaner äußerte anschließend, seine Laufbahn fortsetzen zu wollen, blieb aber vereinslos.

## Erfolge und Ehrungen
Real Madrid
- EuroLeague: 2014/15
- Spanische Meisterschaft: 2012/13, 2014/15
- Spanischer Pokal: 2013/14, 2014/15
- Spanischer Supercup: 2012, 2013, 2014

Brose Baskets
- Deutscher Meister: 2011/12
- Deutscher Pokalsieger: 2012

AEK Athen
- Griechischer Pokalsieger: 2020